# 박성호 (희극인)
박성호(1974년 3월 14일 ~ )는 대한민국의 희극인이다.

## 생애
박성호는 1974년 3월 14일 대한민국 부산광역시에서 태어나 데뷔 초에는 박준형과 콤비로 활동했다. 김대희, 김준호보다 데뷔 시기가 더 빨라 현재 《개그콘서트》에서 가장 경력이 오래된 개그맨이다. 《개그콘서트》기수로서는 가장 오래되었지만 김준호와 함께《웃찾사》에 잠깐 출연하기도 하였다. 또한 수많은 유행어와 개성이 강한 캐릭터를 많이 선보였다.
한편, 《개그콘서트》 '남성인권보장위원회'로 37회 한국방송대상 코미디언상(통합) 수상(17회부터 남녀 코미디언상이었으나 26회부터 통합 코미디언상으로 변경)의 영예를 안았는데 프로그램의 한 코너로  한국방송대상 코미디언상 수상의 영예를 안은 건 이봉원(SBS <코미디 전망대> '코미디 모의국회'로 20회 남자 코미디언상) 이후 두 번째였으며 KBS 13기 이전 응시한 2번의 공채 개그맨 시험(SBS 5기 MBC TV 7기)에서 낙방하기도 했다.

## 학력
- 서울잠신초등학교 (졸업)
- 신천중학교 (졸업)
- 영동고등학교 (졸업)
- 청주대학교 서양화과 (학사)

## 출연작

### 방송
- KBS2 - 《코미디 세상만사》
- KBS2 - 《개그콘서트》
  - 《남성인권보장위원회》 - 강기갑 역
  - 《청년백서》
  - 《복수》 - 제자 역
  - 《제3세계》
  - 《집에서 사제끼기》
  - 《직업정신》
  - 《꽃봉오리 예술단》
  - 《박성호의 뮤직토크》- 단독진행
  - 《진짜 사나이》[5]
  - 《애드리브라더스》
  - 《애드립 뉴스》
  - 《복두신권》
  - 《노래방 도사》
  - 《호구와 울봉이》
  - 《유주얼 서스펙트》
  - 《끝장 TV》
  - 《사선에서》
  - 《사마귀 유치원》 - 바른생활 선생님 역
  - 《꽃미남 수사대》 - 경찰청장 역
  - 《개그 대국》 - 해설 역
  - 《인터뷰》
  - 《남자뉴스》 - 고조 할아버지 역
  - 《거리의 시인들》
  - 《거리의 삐에로》
  - 《최효종의 눈》
  - 《로보캅》
  - 《공포극장》
  - 《춤추는 대수사선》- 형사 역.
  - 《뮤직 갤러리》
  - 《봉숭아 학당》 - 초반에는 다중이, 중반에는 스테파니 역
  - 《K-JOB 스타》 - 대통령 역
  - 《BB엔터테인먼트》
  - 《힙합의 전설》
  - 《절대고수》
  - 《같기도》
  - 《허둥 가라사대》
  - 《방송과의 전쟁》
  - 《대포동 예술극단》
  - 《도움상회》
  - 《리플중계석》
  - 《백수교육대》
  - 《몰래가중계》
  - 《동작그만》
  - 《신 동작그만》
  - 《희극지왕 박성호》
  - 《멘붕스쿨》 - 갸루상 역
  - 《애니뭘》 - 앵그리성호(앵그리버드+박성호) 역
  - 《나는 아빠다》
  - 《군대 온 걸》 - 박중사 역
  - 《고조쇼》 - 고조 할아버지 역
  - 《연애능력평가》 - 바쁜 남자 선생님 역 (1회 만에 바뀜)→ 클레오박트라 역
  - 《선배, 선배!》 - 박테리아 역 → 짱구 역
  - 《도찐개찐》
  - 《부엉이》 - 멘부엉이 역
  - 《대륙의 별》
  - 《알바몽》
  - 《노래따라 삼천리》
- KBS2 - 《TV는 사랑을 싣고》
- SBS - 《웃찾사》
- SBS - 《좋은 친구들》
- SBS - 《러브투나잇》
- MBC - 《개그야》
- KBS2 - 《쇼 웃는날 좋은 날》
- KBS2 - 《비디오 챔피언》
- KBS2 - 《코미디 파일》
- KBS2 - 《쇼! 행운열차》
- KBS2 - 《좋은나라 운동본부》
- KBS2 - 《웃음충전소》
  - 《대안제국》
  - 《미스터 박》
  - 《계층공감 OLD & 형님》
- Comedy TV - 《개그 서바이벌 UFG》
- tvN - 《푸른거탑》 - 말년병장(초창기)
- KBS2 - 《리얼체험 프로젝트 인간의 조건》
- KBS2 - 《우리동네 예체능》
- 채널A - 《이제 만나러 갑니다》
- SBS - 《스타 주니어쇼 붕어빵》
- SBS - 《접속! 무비월드》
- G1강원민방 - 《2018 불꽃원정대》
- EBS1 - 《아빠타》
- MBC - 《생방송 행복드림 로또 6/45》- 게스트 974회
- TV조선 - 《뽕숭아학당》

### 라디오
- SBS 파워FM 《김창렬의 올드 스쿨》
- TBS 교통방송 《박성호의 사육의 이십사》
- KBS 쿨FM 《미스터 라디오》 게스트, 2023.11.15

### 광고
- 2002년 롯데삼강 컬러파워 - 박준형, 임혁필, 김시덕과 함께 출연
- 2002년 아이엠넷피아 모바일로 - 강성범, 김지선과 함께 출연
- 2013년 CJ ENM 다함께 차차차 - 김준현과 함께 출연
- 2013년 LG유플러스 U플러스 LTE & TVG

## 유행어

### 《개그콘서트》
- 개그콘서트 봉숭아학당 코너에서 운동권 학생 역으로
  - "선생님 말씀에 이의를 제기합니다!"
  - "(대관절) OOO다(OOO라) 굽쇼?"
  - "민족봉숭 대동단결 구국의 강철대오 O!O!O!"
  - "정부는 (OOO할 수 있게) OOO하라!"
- 개그콘서트 봉숭아학당 코너에서 다중이 역으로
  - "다중인격의 선두주자 다중이입니다!"
  - "에드워~얼드!"
- 개그콘서트 봉숭아학당 코너에서 스테파니 역으로
  - "선생님 만나 뵙게 돼서 반~갑~습~니~다~! 레미파솔라~"
  - "감사합니다 땡큐~!"
- 개그콘서트 박성호의 뮤직토크에서 MC 역으로
  - "네 안녕하세요~! 뮤직토크의 박성호입니다"
  - "오빠 만~세~!"[6]
- 개그콘서트 청년백서에서 군대조교 역으로
  - "OO으로 임명합니다~"
  - "개그는 개그일 뿐 따라하지 말자!"
- 개그콘서트 남성 인권 보장 위원회 코너에서 강기갑 역으로
  - "여성 여러분 살림살이 나아지셨습니까?"
  - "우리 인간적으로 OO합시다!"
  - "괜히 나왔어~! 괜히 나왔어~! 어떡해~! 어떡해~! OOO!"
- 개그콘서트 꽃미남 수사대 코너에서 경찰청장 역으로
  - "난리났다 난리났어~"
- 개그콘서트 사마귀 유치원 코너에서
  - "친구야 친구야 친구야 OOO OOO~!."
- 개그콘서트 멘붕스쿨 코너에서 일본 유학생 콩갸루샹 역으로
  - " 선생니무상~!"
  - " 나왔다네! 나왔다네! 내가 나왔다네~!"
  - " 온도니가 자꼬 예쁜 나가튼 뇨자 갸루샹 이무니다!" (아유미의 큐티허니)
  - " 사람이 아니무니다."
  - " 갸루상 이무니다."
- 개그콘서트 애니뭘에서 앵그리성호 역으로
  - "화가 난다."
- 개그콘서트 나는 아빠다에서 정빈이 아빠 역으로
  - 아들!
- 개그콘서트 고조쇼에서 고조할아버지 역으로
  - 고조 내가 성이 고씨고 이름이 조락해서리 고조 고조할아버지야 고조
  - 고조 기분 최고조!
- 개그콘서트 연애능력평가에서 클레오 박트라역으로
  - 기억나니?
  - 요봐라 요봐라 샘봐라!
  - 미안하다!
- 개그콘서트 선배, 선배!에서 박태리우스역으로
  - 한가지만 물어볼게!~
  - 누가 나를 찾니~
  - 이거 다 박성호 때문이다(ID:○○○) - 리플 중계석

## 수상
- 2013년 - 제21회 대한민국문화연예대상 개그맨 대상
- 2010년 - 제37회 한국방송대상 통합 코미디언상
- 2010년 - 제46회 백상예술대상 TV 남자예능상
- 2010년 - 제22회 한국PD대상 코미디언부문 출연자상
- 2009년 - 제8회 KBS 연예대상 코미디부문 최우수상
- 2004년 - 제3회 KBS 연예대상 코미디부문 최우수상
- 2001년 - 제37회 백상예술대상 코미디언부문 남자신인연기상
- 1997년 - KBS 코미디언 신인연기상
- 1994년 - 충북미술대전 특선

## 같이 보기
- 김대희
- 김준호
- 박준형
- 김병만
- 이수근
- 정종철
- 황현희
- 최효종
- 서태훈
- 정범균
- 강성범
- 윤형빈
- 이정수